# (151835) Christinarichey
(151835) Christinarichey est un astéroïde de la ceinture principale.

## Description
(151835) Christinarichey est un astéroïde de la ceinture principale. Il fut découvert le 27 mars 2003 à l'observatoire Goodricke-Pigott par Vishnu Reddy. Il présente une orbite caractérisée par un demi-grand axe de 2,58 UA, une excentricité de 0,16 et une inclinaison de 15,4° par rapport à l'écliptique.